# Ernst I, Duce de Saxa-Altenburg
Ernst I Frederic Paul George Nikolaus, Duce de Saxa-Altenburg (germană Ernst I. Friedrich Paul Georg Nikolaus von Sachsen-Altenburg; 16 septembrie 1826 – 7 februarie 1908), a fost Duce de Saxa-Altenburg.
A fost fiul cel mare al lui Georg, Duce de Saxa-Altenburg și a soției acestuia, Ducesa Marie Louise de Mecklenburg-Schwerin. Ernst i-a succedat tatălui său ca Duce de Saxa-Altenburg după decesul acestuia în 1853.

## Biografie
În 1845 el a început cariera militară la Breslau și apoi a intrat în serviciul prusac. În timp ce își vizita verișoara Alexandra, s-a întâlnit cu țarul Alexandru al II-lea, cu care s-a împrietenit. După finalizarea studiilor la Universitatea din Leipzig, a fost promovat la gradul de locotenent al Regimentului 1 prusac din Potsdam.

### Căsătorie
La 28 aprilie 1853, la Dessau, s-a căsătorit cu Agnes de Anhalt-Dessau (1824–1897). Agnes a fost sora lui Frederic I, Duce de Anhalt.
Ei au avut doi copii:
- Marie (n. 2 august 1854, Eisenberg – d. 8 octombrie 1898, Camenz), căsătorită la 19 aprilie 1873 cu Prințul Albert al Prusiei .
- Georg (n. 1 februarie 1856, Altenburg – d. 29 februarie 1856, Altenburg).

### Duce de Saxa-Altenburg
Tatăl său a murit la 3 august 1853, iar Ernst a devenit Duce de Saxa-Altenburg. El a simplificat administrația de stat și Altenburg a devenit, sub guvernarea lui, un mare oraș industrial. La izbucnirea războiului german între Prusia și Austria, el s-a aliat cu Prusia.
După o domnie care a durat 55 de ani, a murit fără să lase moștenitori direcți masculini; a fost succedat de nepotul său de frate, Ernst al II-lea.